# Clifford Abbott
Clifford Abbott (* 23. August 1916 in Invercargill; † 12. April 1994) war ein  neuseeländischer Komponist.

## Leben
Clifford Abbott studierte Musik und Altertumswissenschaft am  Canterbury College. Er wurde 1947 mit einem Bachelor of Arts und einem Musikdiplom graduiert. Im selben Jahr ging er nach London, um am Royal College of Music zu studieren. Er wurde aber auf Grund seines Alters abgelehnt. Ab 1948 nahm er privaten Kompositionsunterricht bei Gordon Jacob und Benjamin Frankel in London. 1950 kehrte er nach Neuseeland zurück. Während er in einer Fabrik in Christchurch arbeitete, studierte er von 1950 bis 1954 zeitgenössische Kompositionstechniken. 1954 vollendete er sein erstes Werk, die Sinfonie Nr. 1. 1955 folgte  Lento, ein Tongedicht. Nikolai Malko führte es mit verschiedenen australischen und neuseeländischen Orchestern auf. Weitere Werke wurden vom Sydney Symphony Orchestra aufgeführt. 1961 bis 1963 studierte er atonale Methoden in den Werken  Arnold Schönbergs,  Ernst Kreneks und Josef Rufers. In seinen eigenen Kompositionen benutzte er die atonale Kompositionsweise nicht.
Sein Orchesterwerk Martin Place Midday wurde 1965 bei  EMI eingespielt und die darauf mit gleichem Namen erschienenen Suiten wurden für  ABC unter der Leitung von Stanford Robinson aufgeführt. Eine wichtige Komposition war das Concerto Nr. 1 für Flöte und Orchester, das von James Galway und dem Sydney Symphony Orchestra unter Louis Frémaux aufgeführt und eingespielt wurde. Für die folgenden Kompositionen ergänzte er das Orchester mit elektronischen Geräten, wie bei Decision [Entscheidung] für Orchester (1972), Elements [Elemente] für Orchester (1976) und Conflict and Resolution [Konflikt und Lösung] für Orchester (1978).
Abbott hielt Vorlesungen und erteilte Privatunterricht. Er schrieb auch Stücke für Kinder und Liederbücher.

## Werke (Auswahl)
Das Australian Music Centre besitzt Aufnahmen und Noten der Werke Clifford Abbotts.

### Werke für Flöte und Orchester
- Blue Mountain airs für Flöte, Harfe und Orchester. Eingespielt von Lisa Cartwright, Flöte, Leigha Dark, Harfe und dem SBS Radio & Television Youth Orchestra[4]
- Concerto Nr. 1, 1966. Besetzung: Flöte solo, Piccoloflöte, 2 Flöten, 2 Oboen, 2 Klarinetten in B, 2 Fagotte, Kontrafagott, 4 Hörner, 2 Trompeten in B, 2 Posaunen, Bassposaune, Tuba, Pauken, Percussion (1 Spieler) und Streicher. Publiziert vom Australian Music Centre. Eingespielt von Geoffrey Collins, Flöte und dem Queensland Symphony Orchestra unter Patrick Thomas.
- Concerto Nr. 2. Dauer 12 min. Besetzung: Flöte solo, Piccoloflöte, 2 Flöten, 2 Oboen, 2 Klarinetten in B, 2 Fagotte, Kontrafagott, 4 Hörner in F, 2 Trompeten in B, 3 Posaunen, Pauken, Percussion (3 Spieler) und Streicher. Publiziert vom Australian Music Centre. Eingespielt von Adelaide Brown, Flöte und dem Queensland Symphony Orchestra unter Patrick Thomas.[4][5]
- Concerto Nr. 3 Changing moods, 1983. Besetzung: Flöte solo, 2 Piccoloflöten, 2 Flöten, 2 Oboen, 2 Klarinetten in B, 2 Fagotte, Kontrafagott, 2 Hörner in F, 2 Trompeten in B, 3 Posaunen, Tuba, Schlagzeug und Streicher. Publiziert vom Australian Music Centre 1983, überarbeitet 1987. Eingespielt von Rohan Smith, Flöte und dem SBS Radio & Television Youth Orchestra unter Matthew Krel[4][6]
- Concerto Nr. 4, 1988. Besetzung: Flöte solo, Piccoloflöte, 2 Flöten, 2 Oboen, 2 Klarinetten in B, 2 Fagotte, Kontrafagott, 2 Hörner in F, 2 Trompeten in B, 3 Posaunen, Schlagzeug und Streicher. Publiziert vom Australian Music Centre 1988. Eingespielt von Susanne Cowan, Flöte und dem SBS Radio & Television Youth Orchestra unter Robert Johnson[4][7]
- Nostalgia für Soloflöte und Streicher (nur Violen und Violoncelli)[8]

### Werke für Orchester
- Sinfonie Nr. 2 Meditations, 1955. Besetzung: Piccolo, Flöten, 2 Oboen, 2 Klarinetten, Bassklarinette, 2 Fagotte, Kontrafagott, 4 Hörner, 3 Trompeten in B, 3 Posaunen, Tuba, Pauken, Schlagzeug und Streicher.[9][10]
- Lento, 1953 komponiert. Besetzung: 3 Flöten, 2 Oboen, 3 Klarinetten, 3 Fagotte, 4 Hörner, 3 Trompeten, 3 Posaunen, Tuba, Pauken, Schlagzeug, Celesta, Streicher.[11] Die  Uraufführung fand im Juli 1956 durch das Morley Symphony Orchestra in der Alexandra Hall in London, die australische Erstaufführung am 3. Oktober 1957 durch das South Australian Symphony Orchestra unter Nikolai Andrejewitsch Malko in Adelaide statt.[3][12]
- The Elements [Die Elemente], Ballettmusik, 1975. Aufgeführt Queensland Symphony Orchestra unter der Leitung von Patrick Thomas.[13]
- Conflict and resolution [Konflikt und Lösung]. Besetzung: 2 Piccoloflöten, 2 Flöten, 2 Oboen, 2 Klarinetten in B, Klarinette in Es, 2 Fagotte, Kontrafagott, 4 Hörner in F, 2 Trompeten in B, 3 Posaunen, Tuba, Pauken, Schlagzeug, Synthesizer und Streicher. Publiziert vom Australian Music Centre 1986. Uraufführung: 13. August 2011 vom Palace Gate Orchestra. Ltg.: Hoshimi Sakai in der Verbrugghen Hall, University of Sydney.[14]
- Nine brilliant dances [Neun brillante Tänze], 1982. Besetzung: Piccoloflöte, 2 Flöten, 2 Klarinetten in B, 2 Fagotte, Kontrafagott, 4 Hörner, 2 Trompeten, 4 Posaunen, Tuba, Pauken, 3 Schlagzeuger, Harfe und Streicher
- Gala Ouverture. Aufgeführt am 13. August 2011 vom Palace Gate Orchestra. Ltg.: Hoshimi Sakai in der Verbrugghen Hall, University of Sydney[15]

### Kammermusik
- Music for Flute and Piano [Musik für Flöte und Klavier][16][17]
- Musical impressions of Greece [Musikalische Impressionen von Griechenland] für Klavier[18][19]
- Solo concerto für Flöte und Harfe in drei Sätzen[20][21]
- Sonate für Horn und Klavier[22]